# Monte Mangerton
Il Monte Mangerton è una montagna di 839 metri d'altezza che si trova nella contea di Kerry, in Irlanda. 

## Collocazione
La montagna non appartiene a una catena montuosa specifica, tuttavia per la sua ubicazione, a Est della città di Killarney, si tende ad associarlo all'area delle East Kerry Mountains. Una grande parte della montagna, la pendice occidentale, si trova nel Killarney National Park. Mangerton è circondato a Ovest da un altopiano caratterizzato dalla presenza di un'ampia torbiera dalla quale si eleva fino alla vetta, incavata nella parte Nord-Occidentale, dal Devil's Punchbowl, un ampio lago situato in un circo glaciale. La parte orientale digrada in una valle a U, chiamata Glenacappul, o Horse's glen (trad. "Valletta del cavallo"). 

## Accesso alla cima
Nonostante l'altezza non eccessiva, la scalata del Monte Mangerton è tutt'altro che facile e, non a caso, gli esperti locali raccomandano un equipaggiamento adeguato per chiunque volesse sperimentarsi nell'impresa.